# ابراهیم عابدنژاد
ابراهیم عابدنژاد (زاده ۳۱ مرداد ۱۳۷۱ در تبریز) بازیکن فوتبال است که در حال حاضر در باشگاه فوتبال تراکتورسازی تبریز بازی می‌کند.